# 天主教特魯希略總教區
天主教特魯希略總教區（拉丁語：Archidioecesis Truxillensis）是秘魯的一個羅馬天主教教省總教區，下轄六個教區，是該國七個總教區之一。
教區於1577年4月15日成立，1943年5月23日升為總教區。
總教區管轄拉利伯塔德大區九省，2006年時有教友1,149,000人（佔轄區總人口83.6%）、六十九個堂區和126名司鐸。現任總主教為彌額爾·卡夫雷霍斯-维达特，輔理主教為弟茂德·索洛爾桑諾-羅哈斯和方濟各·卡斯特羅-拉盧普。